# Paiania
Paiania, Peania (greacă Παιανία)  este un oraș în Grecia.
- Area:  km²
- Locație: 37.952 (37°57'10') N, 23.848 (23°50'52') E
- Altitudine: 140, 160(cen.), 1,180 m (Ymittos)
- Cod oștal: 151 xx

## Populație
| An   | Populație                    |
| ---- | ---------------------------- |
| 1981 | 7 285                        |
| 1991 | 9 710 (Paiania), 9727 (mun.) |